# イスマイル (ヨンシエブ部)
イスマイル・タイシ(モンゴル語: Исмайл тайш、中国語: 亦思馬因太師、? - 1486年)とは、15世紀後半における北元の部族長の一人。モンゴル語の表記に従ってイスマンとも表記されるが、原音は「イスマイル」と推測されている。ベグ・アルスランを殺してヨンシエブ部を率い、バト・モンケ(ダヤン・ハーン)を擁立して実権を握ったが、ダヤン・ハーンの攻撃によって没落した。

## 概要
イスマイルはタイスン・ハーン時代の有力諸侯の一人、モーノハイの息子として生まれた。モーノハイの根拠地は現アルシャー盟方面であり、ベグ・アルスランと同じくメクリン部に属する人物であったと見られる。
1470年代、モンゴリアではヨンシエブ部を率いるベグ・アルスランがマンドゥールン・ハーンを擁立して最大の勢力となっていた。ベグ・アルスランの「族弟」であるイスマイルもまたその傘下で活動していたようで、『蒙古源流』にはイスマイルの讒言によってボルフ・ジノンとマンドゥールン・ハーンの仲が決裂したことが記録されている。ボルフ・ジノンの叛意を信じ込んだマンドゥールン・ハーンはイスマイルを頭とする征討軍を派遣し、イスマイルはボルフ・ジノンが有する国人・家畜を掠奪した上、ボルフ・ジノンの妻シキル太后を奪って自身の妻とした。イスマイルによるボルフ・ジノンの殺害は『アルタン・トブチ』において「ヨンシエブの罪科」として記されている。
1479年にはマンドゥールン・ハーンとベグ・アルスランの間に対立が生じ、かねてよりベグ・アルスランの専権に反感を抱いていたイスマイルとモンゴルジン-トゥメト部のトゥルゲンらはマンドゥールン・ハーンと協力し、ベグ・アルスランを殺害した。これによってイスマイルはヨンシエブ部を掌握し、更にタイシ(太師)の称号も継承した。
ベグ・アルスランの殺害後間もなくマンドゥールン・ハーンもまた亡くなったため、イスマイルは再婚したシキル太后とボルフ・ジノンの間の息子で自身にとっては義理の息子にあたるバト・モンケ(後のダヤン・ハーン)を擁立した。モンゴル年代記の多くではダヤン・ハーン擁立に尽力したのはマンドフイ・ハトン(ダヤン・ハーンの妻)とされイスマイルの活動は述べられていないが、これは後世のモンゴル人歴史家がハーンを傀儡として実権を握った非チンギス裔の異姓貴族を忌避し、敢えてその事蹟を矮小化したためであると推測されている。
ダヤン・ハーンを擁立してモンゴリアで最大の実力者となったイスマイルは東方への進出を始め、成化16年(1480年)にはトゥルゲンと組んでウリヤンハイ三衛に侵攻し、三衛の人馬は明朝の辺境に難を逃れた。またその2年後の成化18年(1482年)には統制下に置いた三衛と協力して明朝に侵攻しようとしている。
しかし成化19年よりイスマイルとダヤン・ハーンの間に対立が生じ始め、ダヤン・ハーンはゴルラス部のトゴチ少師を派遣してイスマイル軍を破り、イスマイルはハミル(現伊州区)方面に逃れた。『蒙古源流』によるとトゴチ少師はこの際にダヤン・ハーンの母シキル太后を奪還したが、既にイスマイルとの間にバブダイとブルハイという二人の息子を産んでいたシキル太后はイスマイルの敗亡を悲しんで馬に乗ろうとせず、人々の嘲笑を受けたという。また、この時のイスマイル討伐にはウリヤンハイ三衛も協力したようで、明朝には三衛によってイスマイルの子が海西女直に奴隷として売られたことが伝えられている。
当時ハミル方面にはエセンの孫と見られるケシク・オロクが率いるオイラト部族連合が南下しており、ハミル方面に至ったイブラヒムはケシク・オロクと手を組んだ。しかしダヤン・ハーンはイスマイル討伐の手を緩めず西方に向かって軍を派遣したため、北方より攻撃を受けたイスマイル軍が南下して明領に侵入するようになったことが記録されている。イスマイルの最期は明らかではないが、明朝では成化22年(1486年)にイスマイルとケシク・オロクが亡くなったことが伝わっており、この頃にダヤン・ハーンの攻撃を受けて敗死したものと見られる。
イスマイルの死後、エセン・ハーンの孫イブラヒムがヨンシエブ部を受け継ぎタイシと称したが、異姓貴族の実力を危険視するダヤン・ハーンの討伐を受けてヨンシエブ部は分裂し、イブラヒムは青海地方に逃れざるを得なくなった。イスマイルを最後としてハーンを擁立・廃立できるような有力異姓貴族は姿を消し、代わってダヤン・ハーンの諸子分封によってチンギス・ハンの子孫がモンゴリアで実権を握るようになった。